# Мало и Велико Курило
Мало и Велико Курило су брда у саставу масива Страње, у ободном делу Белопаланачке котлине, које раздваја кратка епигенетска клисура коју, пре уласка у Белу Паланку, формира Коритничка река.

## Положај и прилаз
Мало и Велико Курило које се налазе јужно од Беле Паланке, на њеној периферији наткриљује овај град, тако да један део Беле Паланке гледа на Велико а други на Мало Курило. Од центра града, ова два брда су на удаљености од око 2,8 km.
На Велико курило је најлакше доћи са пута Бела Паланка - Ореовац, или добро обележеном пешачком стазома која креће са Белопаланачког рела и и пролази кроз шуму.

## Географске карактеристике
Мало Курило надморске висине 388 m и Велико Курило надморске висине 545 m, раздваја Сутеска Мокрањско ждрело — клисура дугачка 1,5 km, и дубока 180 m, пробојница Коритничке реке, између Коритничке и Белопаланачке котлине.
Географска прошлост
Образовање Малог и Великог Курила започело је у неогену, таложењем седимента чију подину представљају разноврсни слојевити, банковити и масивни кречњаци. При самом дну Курило је покривено блоковима и сипарским материјалом.
Врела
У подножју Великог Курила на висини од 350 m је Белопаланачко врело, које је поред Крупачког врела, у западном делу општине Бела Паланка најјаче врело које избија у Белопаланачкој котлини. Вода из овог врела отиче у Коритничку реку, леву притоку Нишаве. Врело је ограђено зидом високим око 3 m, чиме је створен ујезерени басен дубок око 2,5 m, пречника 15 m. Дно врела покривено је сипарским и глиновитим материјалом.

### Клима
Климу Малог и Великог Курила одликују уједначени годишњи ток температуре, са највишим вредностима температуре ваздуха у јулу, а најнижим у јануару, са дневним температурним осцилацијама које су веће за 6 — 8 °C од истих у суседним котлинама, нишкој и пиротској. Јутра су током лета хладнија за 2 — 4 °C, чему су допринеле хладне воде Коритничке реке. Најхладнији месец је јануар са просечном темперетуром од - 0,6 °C . Најтоплији је јули месец и тада су тепературе око 22,8 °C.
Први јесењи мразеви почињу крајем октобра или новембра (мада се најранији могу јавити већ крајем септембра). Њима претходе слане, које се прво јављају у побрђима, а после и у доњим деловима котлине. Пролећи мразеви почињу у првој трећини априла и могу да трају доста дуго. Најдужи забележени мразни период трајао је око 200 дана.
Облачност доносе западни ветрови. Сви остали су суви и никада не доносе повећану облачност. Највећа облачност је током зиме, са максимумом у децембру када облачност достиже покривеност неба од 7,8 десетина Смањење облачности почиње са првим пролећним месецима и траје до септембра.
Најснажнији ветрови дувају са Суве планине, одакле и потичу највеће промене ваздушног притиска. Након грмљавинске активности (десет до двадесет минута пре олује), олује се завршавају када главни пљускови прођу. Ветрови у овој области дувају током лета, брзином која достиже 100 km/h.
Пре почетка савремених климатских промена снежни покривач је често достизао значајну висину. Тада су многа насеља у Белопаланачкој котлини месецима била одсечена од Ниша или Беле Паланке. Једна од таквих зима била је 1875, када је снег који је нападао 10. новембра, био дубок 142 cm и одржао се чак до 2. априла.
Данас су у односу на снеговите године, као у већем делу Србије, и на овом простору чешће године кад снег изостане. Такве је и прва и друга деценија 21. века, када су зиме са врло мало снега, највероватније због глобалних климатских промена на земљиној кугли.

## Биљни и животињски свет
Вегетација крашких предела попут Малог и Великог Курила флористички је врло разноврсна али је просторно релативно мало заступљена. Највећим делом су ови предели обешумљени или су шуме потпуно девастиране, по чему су и ова два брда добила назив „Курило” — од речи рус. диј. курила = изгорела шума; шума изгорела за њиве. Тако се природни шумски комплекси, везани за одрећен тип земљишта, јављају само на ограниченим, тешко приступачним просторима. У јужним пределима, у подножју, најпре је заступљен медитерански флорни елемент са знатним бројем врста пртежно ниске вегетације, којима црвеница одговара као тип земљишта.
У шумским пространствима Курила срећу се зец, покоји вук и шакал, дивља свиња, срндаћ, јазавац, лисица, миш, јеж, корњача, кртица, гуштер зеленбаћ и гуштер слепић.

## Туристичке знаменитости
Са врха Великог курила, на коме се налази репетитор који својим сигналом покрива подручје Беле Паланке, пружа се леп поглед на Белопаланачку котлину, венац Сврљишких планина, Суву планину изнад Дивљане и Мокре, Шљивовички врх и дивљански крај у долини Коритничке реке, са Манастиром Светог Димитрија, дечјим одмаралиштем и Дивљанским језером.
У подножју Великог курила, поред старог гробља, налази се најстарија црква у овом крају позната као Стара црква у Белој Паланци. Подигнута је 1835. године, на месту старијег објекта, и посвећена је Вазнесењу Господњем.
У епигенетској клисури Мокранско ждрело смештена је Пенска воденица (која и дан данас ради) и турски мост на врелској реци иза извор Пенско, а испред воденице, који је најбољи сачуван објекат из турског периода власника Афисе Усеина, османлије из Беле Паланке. Након ослобођења од Османлија, воденица је постала власништво породице Златановић из Беле Паланке. Воденица је добила име Пенска воденица по месту на којем се налази, Белопаланачко врело —„Пенско”. Данас туристи могу посетити ову воденицу и видети како су се у њој млеле житарице и добијало брашно Занимљиво је и напоменути да је воденица била значајно место где су се састајали локални становници за важне вранжмане и доносили важне одлука.